# Priksleeën op de Paralympische Winterspelen 1994
De VIe Paralympische Winterspelen werden in 1994 gehouden in Lillehammer, Noorwegen.
Dit was de derde keer dat het priksleeën op het programma van de Paralympische Winterspelen stond.

## Heren

### 100 meter LW10-11
| Rank | Naam            | Land | Tijd  |
| ---- | --------------- | ---- | ----- |
| 1    | Lars Andresen   | NOR  | 14.35 |
| 2    | Knut Lundstroem | NOR  | 14.69 |
| 3    | Felix Karl      | AUT  | 14.83 |

### 500 meter LW10-11
| Rank | Naam            | Land | Tijd    |
| ---- | --------------- | ---- | ------- |
| 1    | Lars Andresen   | NOR  | 1:06.20 |
| 2    | Atle Haglund    | NOR  | 1:06.35 |
| 3    | Knut Lundstroem | NOR  | 1:07.86 |

### 1000 meter LW10-11
| Rank | Naam            | Land | Tijd    |
| ---- | --------------- | ---- | ------- |
| 1    | Atle Haglund    | NOR  | 2:14.21 |
| 2    | Knut Lundstroem | NOR  | 2:19.19 |
| 3    | Lars Andresen   | NOR  | 2:19.47 |

### 1500 meter LW10-11
| Rank | Naam            | Land | Tijd    |
| ---- | --------------- | ---- | ------- |
| 1    | Atle Haglund    | NOR  | 3:21.29 |
| 2    | Knut Lundstroem | NOR  | 3:25.20 |
| 3    | Lars Andresen   | NOR  | 3:29.37 |

## Dames

### 100 meter LW10-11
| Rank | Naam                | Land | Tijd  |
| ---- | ------------------- | ---- | ----- |
| 1    | Brit Mjaasund Oejen | NOR  | 16.85 |
| 2    | Ragnhild Myklebust  | NOR  | 17.13 |
| 3    | Evy Gundersen       | NOR  | 17.90 |

### 500 meter LW10-11
| Rank | Naam                | Land | Tijd    |
| ---- | ------------------- | ---- | ------- |
| 1    | Brit Mjaasund Oejen | NOR  | 1:17.50 |
| 2    | Ragnhild Myklebust  | NOR  | 1:18.92 |
| 3    | Kirsti Hooeen       | NOR  | 1:19.71 |

### 700 meter LW10-11
| Rank | Naam                | Land | Tijd    |
| ---- | ------------------- | ---- | ------- |
| 1    | Ragnhild Myklebust  | NOR  | 1:51.65 |
| 2    | Kirsti Hooeen       | NOR  | 1:52.56 |
| 3    | Brit Mjaasund Oejen | NOR  | 1:53.62 |

### 1000 meter LW10-11
| Rank | Naam                | Land | Tijd    |
| ---- | ------------------- | ---- | ------- |
| 1    | Kirsti Hooeen       | NOR  | 2:40.51 |
| 2    | Brit Mjaasund Oejen | NOR  | 2:43.42 |
| 3    | Ragnhild Myklebust  | NOR  | 2:45.38 |

### Deelnemende landen priksleeën 1994
- NOR
- ISL
- AUT
- EST
- NED
- CAN
- JPN

Alpineskiën · Biatlon · Langlaufen · Priksleeën · Sledgehockey
1980 · 1984 · 1988 · 1994 · 1998